# Flint
Flint je město ve Spojených státech amerických. Nachází se v okrese Genesee County ve státě Michigan. Ve městě žije přibližně 81 tisíc obyvatel a jeho rozloha činí 88,2 km². Město bylo založeno roku 1818. Leží na řece Flint 106 kilometrů severozápadně od Detroitu, nejlidnatějšího města v Michiganu.
Město sousedí s městem Ann Arbor. Je 12. nejlidnatějším městem ve státě a 438. nejlidnatějším městem v USA.

## Rodáci
- Donald Ray McMonagle (* 1952) – americký astronaut
- Deanna Nolanová (* 1979) – americká basketbalistka
- Michael Moore (* 1954) – americký filmový režisér
- Mark Farner (* 1948) – americký zpěvák, kytarista a skladatel
- Sandra Bernhard (* 1955) – americká herečka
- Terry Crews (* 1968) – americký herec
- Stephen Smale (* 1930) – americký matematik
- Mel Schacher (* 1951) – baskytarista americké rockové skupiny Grand Funk Railroad
- Don Brewer (* 1948) – bubeník americké rockové skupiny Grand Funk Railroad
- Craig Frost (* 1948) – americký klávesista
- Betty Carter (1929–1998) – americká jazzová zpěvačka
- Tim Thomas (* 1974) – americký hokejový brankář
- Harlow Curtice (1893–1962) – americký průmyslník, šéf koncernu General Motors
- JaVale McGee (* 1988) – americký basketbalista
- Brian Rolston (* 1973) – americký hokejista
- Michael Bloomfield (* 1959) – americký kosmonaut
- John Sinclair (básník) (1941–2024) – americký básník
- Don Preston (* 1932) – americký rockový hudebník
- Ken Morrow (* 1956) – americký lední hokejista

## Partnerská města
- Čchang-čchun, Čína
- Kielce, Polsko
- Toljatti, Rusko
- Hamilton, Kanada